# Nando de Colo

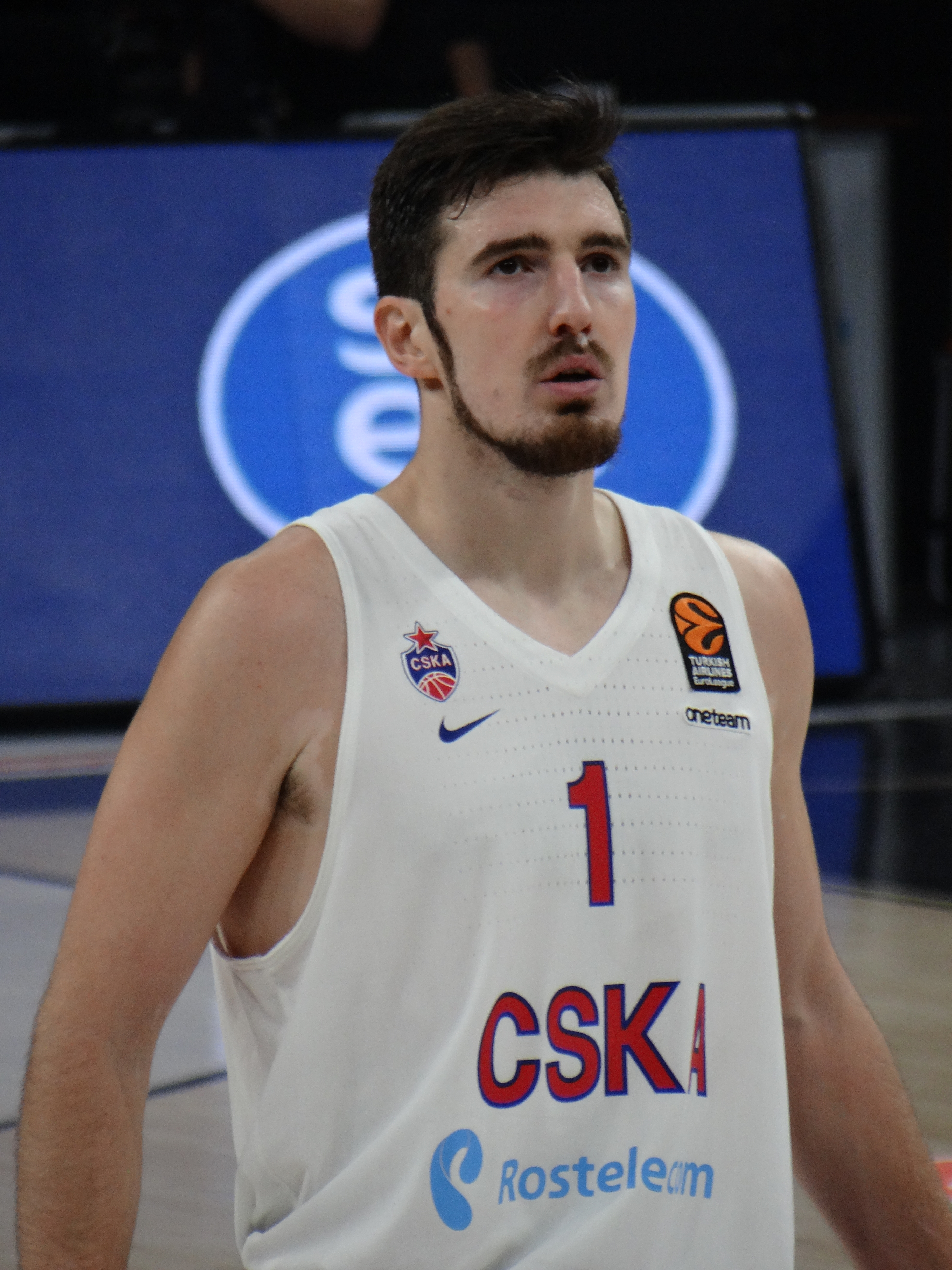
De Colo con la maglia dei CSKA Movska

Nando de Colo (Sainte-Catherine, 23 giugno 1987) è un cestista francese.

## Carriera
Ha esordito a livello professionistico nello Cholet, squadra in cui milita per tre stagioni. Partecipa agli Europei del 2009 con la Nazionale di pallacanestro della Francia, manifestazione in cui i francesi vengono eliminati ai quarti di finale dalla nazionale spagnola. Al Draft NBA 2009 viene chiamato al secondo giro con la 23ª scelta (53º in assoluto) dai San Antonio Spurs. È rimasto comunque in Europa per giocare nel Valencia, nella Liga ACB. Si svincola dal club spagnolo nel luglio 2012, per trasferirsi ai San Antonio Spurs. Nel dicembre del 2012 viene mandato agli Austin Toros in D-League, la lega di sviluppo della NBA.
Nel giugno 2014 firma un contratto biennale con il CSKA Mosca guidato da Dimitris Itoudis, alla fine della stagione 2015-2016 il contratto viene prolungato per altri tre anni. La squadra vince per due volte l'Eurolega (2016, 2019).
Nel luglio del 2019 passa al Fenerbahce guidato da Željko Obradović, nel 2020 la squadra vince la Coppa di Turchia, nel 2022 vince il campionato turco. 
Nel giugno del 2022 firma un contratto biennale con l'ASVEL Lyon-Villeurbanne. 
Al momento detiene in Eurolega la miglior percentuale all-time di tiri liberi realizzati, con il 93% (1.172 tiri tentati) e il miglior Performance Index Rating (PIR) cumulativo. E' secondo, dietro lo statunitense Mike James, per punti totali segnati (4.603 in 281 gare disputate)

## Statistiche

### NBA

#### Regular Season
| Anno      | Squadra           | PG  | PT | MP   | TC%  | 3P%  | TL%  | RP  | AP  | PRP | SP  | PP  |
| --------- | ----------------- | --- | -- | ---- | ---- | ---- | ---- | --- | --- | --- | --- | --- |
| 2012-2013 | San Antonio Spurs | 72  | 6  | 12,8 | 43,6 | 37,8 | 79,5 | 1,9 | 1,9 | 0,6 | 0,1 | 3,8 |
| 2013-2014 | San Antonio Spurs | 26  | 3  | 11,6 | 45,2 | 32,3 | 81,8 | 1,7 | 1,2 | 0,6 | 0,1 | 4,3 |
| 2013-2014 | Toronto Raptors   | 21  | 0  | 9,2  | 36,7 | 36,4 | 100  | 1,3 | 1,6 | 0,3 | 0,1 | 3,1 |
| Carriera  | Carriera          | 119 | 9  | 11,9 | 42,9 | 36,3 | 83,5 | 1,8 | 1,7 | 0,5 | 0,1 | 3,8 |

### Eurolega
| Anno       | Squadra    | PG  | PT  | MP   | TC%  | 3P%  | TL%   | RP  | AP  | PRP | SP  | PP    |
| ---------- | ---------- | --- | --- | ---- | ---- | ---- | ----- | --- | --- | --- | --- | ----- |
| 2010-2011  | Valencia   | 19  | 0   | 21,5 | 33,5 | 27,6 | 95,7  | 2,6 | 1,6 | 1,4 | 0,2 | 10,1  |
| 2014-2015  | CSKA Mosca | 28  | 10  | 24,4 | 49,3 | 47,1 | 92,0  | 3,1 | 3,1 | 1,4 | 0,0 | 14,4  |
| 2015-2016† | CSKA Mosca | 27  | 27  | 27,7 | 52,6 | 46,0 | 90,8  | 3,6 | 5,0 | 1,1 | 0,1 | 19,4* |
| 2016-2017  | CSKA Mosca | 28  | 23  | 27,1 | 51,6 | 42,6 | 95,9* | 2,9 | 3,9 | 1,0 | 0,1 | 19,1  |
| 2017-2018  | CSKA Mosca | 32  | 15  | 25,8 | 54,2 | 49,2 | 95,0  | 2,2 | 3,7 | 1,2 | 0,1 | 16,7  |
| 2018-2019† | CSKA Mosca | 34  | 24  | 24,2 | 50,0 | 43,1 | 94,6  | 2,5 | 3,4 | 0,9 | 0,0 | 14,7  |
| 2019-2020  | Fenerbahçe | 24  | 17  | 28,7 | 50,6 | 40,0 | 95,6  | 3,0 | 3,0 | 0,6 | 0,0 | 15,9  |
| 2020-2021  | Fenerbahçe | 32  | 31  | 27,5 | 51,6 | 40,3 | 93,6* | 3,2 | 3,9 | 1,4 | 0,0 | 15,8  |
| 2021-2022  | Fenerbahçe | 21  | 5   | 22,1 | 47,8 | 31,6 | 87,1  | 2,2 | 3,8 | 1,3 | 0,2 | 11,9  |
| 2022-2023  | ASVEL      | 29  | 24  | 23,7 | 47,7 | 41,1 | 91,7  | 2,6 | 3,5 | 1,0 | 0,0 | 13,8  |
| 2023-2024  | ASVEL      | 21  | 3   | 21,9 | 41,9 | 38,0 | 87,7  | 1,8 | 4,1 | 1,1 | 0,0 | 12,2  |
| Carriera   | Carriera   | 295 | 179 | 25,2 | 49,4 | 41,3 | 93,0  | 2,7 | 3,6 | 1,1 | 0,1 | 15,2  |

## Palmarès

### Squadra
- Campionato turco: 1

Fenerbahçe: 2021-22
- Semaine des As - Leaders Cup: 2

Cholet: 2008
ASVEL: 2023
- Coppa di Turchia: 1

Fenerbahçe: 2020
- Eurocup: 1

Valencia: 2009-10
- VTB United League: 5

CSKA Mosca: 2014-15, 2015-16, 2016-17, 2017-18, 2018-19
- Eurolega: 2

CSKA Mosca: 2015-16, 2018-19

### Nazionale
- Olimpiadi
 Tokyo 2020
 Parigi 2024
- Mondiali:

 Cina 2019
- Europei:

 Lituania 2011
 Slovenia 2013
 Francia 2015

### Individuale
- MVP del campionato francese: 1

Cholet: 2007-2008
- Giocatore più migliorato del campionato francese: 2008
- MVP Leaders Cup: 2

Cholet: 2008
ASVEL: 2023
- MVP All-Star Game francese: 2008
- MVP Torneo pre olimpico 2016
- MVP VTB United League: 3

CSKA Mosca: 2014-15, 2015-16, 2017-18
- MVP VTB United League Finals: 1

CSKA Mosca: 2016-17
- All-ULEB Eurocup First Team: 1

Valencia: 2009-10
- All-Euroleague Second Team: 3

CSKA Mosca: 2014-15, 2018-19
Fenerbahçe: 2020-21
- All-Euroleague First Team: 3

CSKA Mosca: 2015-16, 2016-17, 2017-18
- Alphonso Ford Trophy: 1

CSKA Mosca: 2015-16
- Euroleague MVP: 1

CSKA Mosca: 2015-16
- Euroleague Final Four MVP: 1

CSKA Mosca: 2015-16
- All-25 Euroleague team